# Дейнеко Юрій Миколайович
Юрій Миколайович Дейнеко (нар. 14 червня 1962, с. Красний Хутір, Бєлгородський район, Бєлгородська область, РРФСР) — радянський та український футболіст, виступав на позиції захисника.

## Життєпис
Народився в селі Красний Хутір Бєлгородської області. Футболом розпочав займатися в Харківській школі-інтернаті спортивного профілю. З 1979 по 1982 рік виступав за дубль харківського «Металіста». Для отриманні ігрової практики по ходу сезону 1982 року перейшов до бєлгородського «Салюта». Зіграв 13 матчів у Другій союзній лізі. У 1983 році знову виступав за дубль «Металіста», але наступного сезону повернувся до «Салюта». Зіграв 15 матчів та відзначився 1 голом у Другій лізі СРСР.
У 1985 році почав проходити військову службу. Спочатку виступав у дублі ростовського СКА. Наступного року переведений у севастопольську «Атлантику», за яку зіграв 22 матчі в Другій лізі СРСР. У 1987 році перейшов до «Кривбасу». У футболці криворізького клубу зіграв 22 матчі в Другій лізі та провела 2 поєдинки в кубку СРСР. Наступного року підсилив інший друголіговий клуб, «Ворсклу». У складі полтавського клубу відіграв 4 сезони в Другій лізі СРСР. У кубку України дебютував 16 лютого 1992 року в переможному (1:0) домашньому поєдинку 1/32 фіналу проти чернігівської «Десни». Юрій вийшов на поле в стартовому складі та відіграв увесь матч, а на 36-ій хвилині отримав жовту картку. У Першій лізі України дебютував 14 березня 1992 року в програному (0:3) поєдинку 1-го туру підгрупи 2 проти нікопольського «Металурга». Дайнеко вийшов на поле в стартовому складі, а на 84-ій хвилині його замінив Юрій Сусик. Дебютним голом за «Ворсклу» відзначився 3 квітня 1992 року на 37-ій хвилині переможного (2:0) домашнього поєдинку 6-го туру підгрупи 2 Першої ліги проти одеського «Чорноморця-2». Юрій вийшов на поле в стартовому складі та відіграв увесь матч. Загалом у полтавській команді провів 6 неповних сезонів, за цей час у Другій лізі СРСР / Першій лізі України провів 203 матчі (15 голів), ще 2 поєдинки провів у кубку України. У сезоні 1992/93 років також грав в аматорському чемпіонаті України за жовтоводський «Сіріус». Влітку 1993 року провів 2 поєдинки в Третій лізі України. Восени 1993 року повернувся до «Ворскли», де провів 11 матчів у Першій лізі України.
Навесні 1994 року виїхав до Росії, де став гравцем «Асмарала». У футболці московського клубу дебютував 3 квітня 1994 року в програному (0:1) виїзному поєдинку 1-го туру Першої ліги проти петербурзького «Зеніта». Юрій вийшов на поле в стартовому складі та відіграв увесь матч. У команді провів два сезони, за цей час у Першій лізі зіграв 71 матч, ще 3 поєдинки провів у кубку Росії. Навесні 1996 року перебравсу у «Промінь». У футболці владивостоцького клубу дебютував 7 квітня 1996 року в програному (0:2) виїзному поєдинку 1-го туру Першої ліги проти арзамаського «Торпедо». Дейнеко вийшов на поле на 46-ій хвилині, замінивши Євгенія Попова. Зіграв 12 матчів у Першій лізі Росії. По ходу сезону 1996 року перебрався до «МНС-Селятино» з Другої ліги Росії, за який зіграв 15 матчів. Наступний сезон провів у третьолігових «Хімках» (22 матчі). Футбольну кар'єру завершив 1999 року в аматорському колективі «Клін». Залишився в структурі клубу (змінив назву на «Титан»), де працював тренером. У 2001 році займав посаду начальника аматорського колективу «Пресня» (Москва). 